# Salmson 2
Salmson 2 var ett fransktillverkat spaningsflygplan från första världskriget.

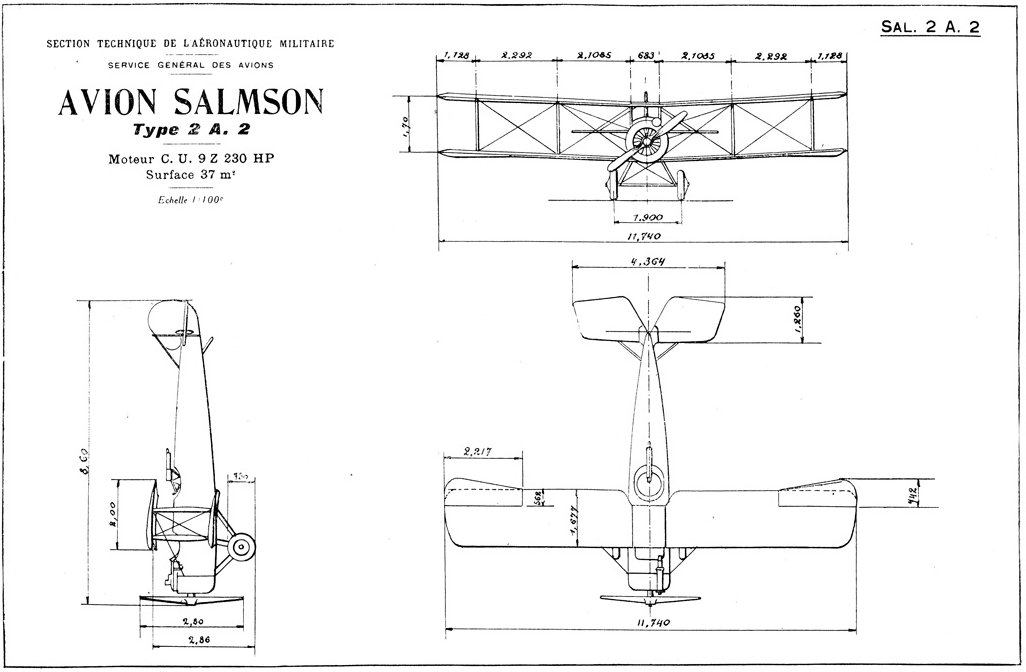
Salmson 2 A.2

Salmson 2 tillverkades i ett stort antal och kom tillsammans med Breguet 14 att bli det mest använda spaningsflygplanet under det sista året av första världskriget. Det kom även att användas i rollen som markattack och av de franska och amerikanska stridskrafterna. Bland flygarässen som flög Salmson märks de amerikanska piloterna William Erwin och Arthur Easterbrook med åtta respektive fem luftsegrar. 
Flygplanet var ett tvåsitsigt dubbeldäckat spaningsflygplan där piloten och spanaren satt i öppna tandemplacerade sittbrunnar. Vingarna var tillverkade runt en träbalk och spryglar som var klädda med duk. Skevrodren på övre och undre vingen var sammankopplade med en stötstång. Flygplanskroppen var tillverkad i en trästomme som var klädd med duk. Som kraftkälla användes en vattenkyld Canton-Unné 9Z stjärnmotor som i sin tur drev en tvåbladig träpropeller. Hjullandstället som var av den fasta typen satt monterat under den nedre vingens framkant, som avlastning för bakkroppen fanns en sporrfjäder under fenan. 
Flygplanet konstruerades efter ett franskt statligt önskemål 1916 om en ersättare för spaningsflygplanen Sopwith 1½ Strutter och Dorand A.R. Efter att Salmson presenterat sin prototyp kom en order från de franska flygstridskrafterna 29 april 1917. Redan i oktober samma år inledde företaget leveranserna av flygplanen. Totalt tillverkade Salmson 2 200 flygplan, men ytterligare drygt 1 000 flygplan legotillverkades vid Latécoère, Hanriot, och Desfontaines. I Japan inleddes en licenstillverkning efter kriget, de japanska flygplanen blev kända under namnen Otsu 1 eller Kawasaki-Salmson. 300 flygplan tillverkades vid Kawasakis fabriker och ytterligare 300 vid Japanska arméns verkstad i Tokorozawa. 
Efter andra världskriget köpte Polen och Tjeckoslovakien ett antal begagnade flygplan. Polen använde sina flygplan fram till 1920 då de ersattes av Bristol F.2, medan Tjeckoslovakien ställde av sina flygplan 1924. 

## Vidareutveckling
- Salmson 2 D2 - var ett standardflygplan som försågs med dubbelt kontrollsystem för flygutbildning.
- Salmson 4 - var en förstorad variant för markattack som tillverkades i ett begränsat antal under 1918.
- Salmson 5 - modifierad variant av Salmson 2 som attackflygplan, kom inte i produktion.
- Salmson 7 - modifierad variant av Salmson 2 som attackflygplan. Flygplanet var försett med en gemensam förarkabin där pilot och spanare satt rygg i rygg. Man planerade att tillverka ett stort antal flygplan, men när freden kom avbeställdes samtliga flygplan.